# اسمي أحمر (رواية)
اسمي أحمر من أشهر الروايات في التاريخ الأدبي التركي. مؤلفها أورهان باموق الحاصل على جائزة نوبل للآداب للعام 2006. تمت ترجمة الرواية إلى أكثر من 60 لغة. عدة ترجمات فازت بجوائز منها الترجمة الإنجليزية، التي توجت بجائزة دبلن الأدبية الدولية في عام 2003 وفازت الترجمة الفرنسية بجائزة أفضل كتاب أجنبي في فرنسا، سنة 2002 وفازت النسخة الإيطالية بجائزة جريجزان كافور في عام 2002. ترجمها عبد القادر عبد اللي إلى اللغة العربية سنة 2000 عن منشورات المدى.
ترصد الرواية فن النقش, وتعكس الأجواء العامة التي كان يعيشها النقَّاشون في ظلِّ معاناتهم الطويلة, فجاءت الأحداث ملقية الضوء على طبيعة فنِّهم الرائع. اعتبر الكاتب لويس كروب بأن أورهان باموق في روايته لم ينجح فقط في أن يجعل الصور والنقود والألوان تنطق، بل أيضا ينسج الموضوعات الكبيرة بأناقة مرحة.

## مدخل
تتحدث الرواية ويدور تاريخها في عصر الدولة العثمانية في تركيا في إسطنبول تحديداً. تتعرض الرواية لعدة مواضيع وجوانب وإن كان الجانب الأكبر الذي تستند عليه الرواية فنون النقش والرسم والزخرفة في عصرها من حيث مضمون هذا الفن في ذلك العصر وفكرة الشعب والخلفاء والفنانون أنفسهم عن الرسم وتنهج بعضهم لمناهج (أو مدارس) فنية معينة والصراعات بين هذة التوجهات والمدارس...قصة مشوقة فيها من الإثارة والوصف الغير ممل والرومانسية.

## الكاتب
أورهان باموق، من مواليد 7 يونيو1952 بإسطنبول.تلقى تعليمه في جامعة إسطنبول الفنية ومعهد الصحافة بجامعة إسطنبول.تزوج عام 1982 من زوجته آيلين وتطلقا في 2001 ورزقا بابنة وحيدة خلال هذا الزواج هي ريا وأنجباها عام 1991، وإليها كان أهداء رواية اسمي أحمر.
له العديد من الروايات والكتابات الصحفية وفي 12/أكتوبر/2006 أعلنت الأكاديمية السويدية حصوله على جائزة نوبل للعام ذاته

## تلخيص الحدث
تدور الأحداث حول سلسلة جرائم واغتيالات تحدث في مدينة إسطنبول في عصر الدولة العثمانية، جميع ضحاياها من النقاشين، بسبب كتاب سري يجمع بين الفن الإيطالي والفن الإسلامي. لأن هناك معارضة شديدة لاستخدام الفن الإيطالي لأسباب دينية ويتخلل الرّواية نقاشات عميقة حول موقف الإسلام من التّصوير والرسم.

## أسلوب الرواية
الرواية تسرد بأسلوب الشخص الأول، تطرح كل شخصية الأحداث التي تمر عليها بفكرتها الخاصة عن الحدث وتحليلاتها وأيضا شعورها الخاص اتجاه الشخصيات الأخرى في الرواية مما يجعل من السهل التعرف على الشخصيات ونفسيتها....يبدأ كل فصل من الرواية بعنوان ثابت وهو أنا ____ أو اسمي ___ ويتبع باسم الشخصية التي ستحدثنا في هذا الفصل، كمثال,(اسمي قرة) أو أنا(أورهان)....
و تتخل الرواية فيض غزير من المعلومات التاريخية والأدبية والتاريخية عن النقش والناقشين وفكرة الشعوب في ذلك الزمان (و يقصد في الغالب بالنقش الرسم بمفهومنا الحالي), ومن المعروف أنه كلما كثر المحصول الثقافي في الرواية كانت أكثر جمالا، لذة، تشويقا، فائدة للقارئ حيث لا يستمتع من يقرئ الرواية بحكاية أو (حتوته كما يحلو للبعض تسميتها) بل يستزيد من ما في الرواية....
كما ذكرت آنفا السرد بأسلوب الشخص الأول وليس كل ما يسرد بشرا فقد تفاجأ أحيانا بأن من يروي الفصل كلب يتحدث عن نفسه أو الشيطان ورسمة وجثة و....الخ....
لم يهمل الكاتب الحياة الاجتماعية فيتحدث عن إسطنبول بما فيها من أماكن وأعمال وطبقات اجتماعية وتيارات متصارعة متشددة دينيا تعتبر القهوة عملاً من تدبير الشيطان وأخرى معتدلة والمتفلتة لا تدير لشئ بالاٌ.
تبادل العشاق للرسائل.بعض الطقوس والمراسم ذكرت(العزاء للتمثيل وليس للحصر) ولم يسهب الكاتبل بالوصف وهو شيء يعتبره الكثيرون جيدا....

## موجز
يأمر السلطان أحدهم في معمل للرسم بإسطنبول برسم كتاب بصورة سرية حيث يسرد الكتاب مواضيع مختلفة ويرغب السلطان ان يكون هذا الكتاب بمستوى يجعله متفاخرا أمام الغرب ويظهر مدى قوته... فيبدأ هذا الشخص وهو قريب بطل الرواية بتشكيل فريق بشكل سري والبدء برسم هذا الكتاب.يتعرض بعض أفراد الفريق بالتعرض لعمليات قتل مما يجعل بطل الرواية بالبدأ بتحقيقات لمعرفة القاتل... بطل الرواية قرة يعشق ويحب بنت مدير الفريق وتستمر الرواية...

## اقتباسات
هل العشق يجعل الإنسان غبيّاً أم أن الأغبياء فقط يعشقون!
العشق يأتي بعد الزواج. لا تنس أن العشق المتأجج قبل الزواج ينطفئ بعد الزواج. ولا يبقى سوى مكان فارغ يدعو إلى الهم. ومن المؤكد أن العشق الذي ينشأ بعد الزواج سينتهي أيضًا، ولكن السعادة تحتل مكانه.
الإنسان في الحقيقة لا يبحث عن الابتسامة في رسم السعادة ، بل عن السعادة في الحياة 

## وصلات خارجية
- آراء القراء حول رواية اسمي أحمر  على موقع أبجد